# Giardino zoologico di Košice
Il giardino zoologico di Košice si trova sulle colline vicine a Košice, nella frazione di Kavečany. Con una superficie totale di 288 ettari è il maggiore giardino zoologico della Slovacchia, e non solo per la superficie espositiva. La costruzione dello zoo fu incominciata nel 1979. Ospita prevalentemente animali della fauna euro-asiatica. La prima parte dello zoo fu aperta al pubblico nel 1985.

## Galleria d'immagini

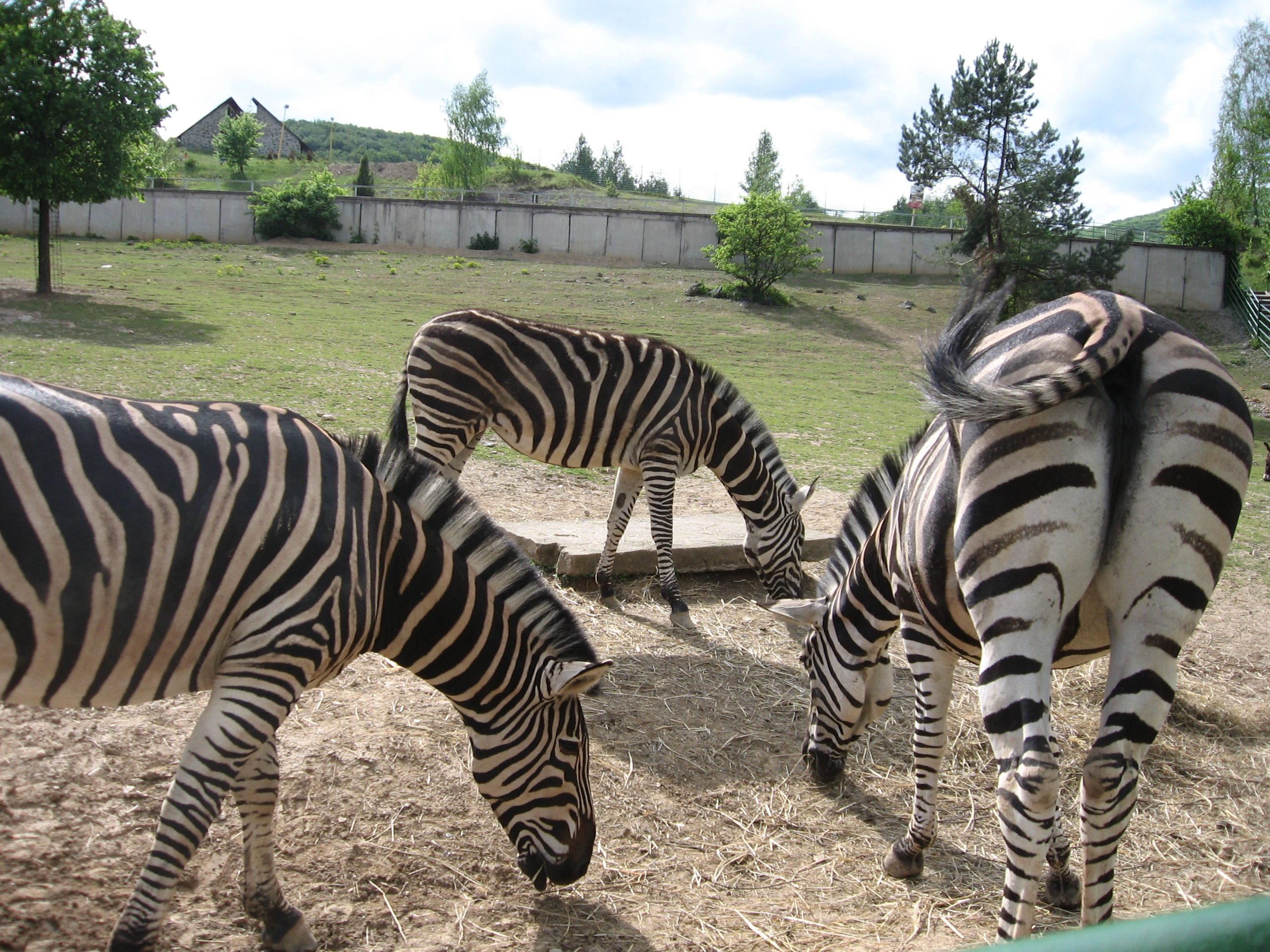
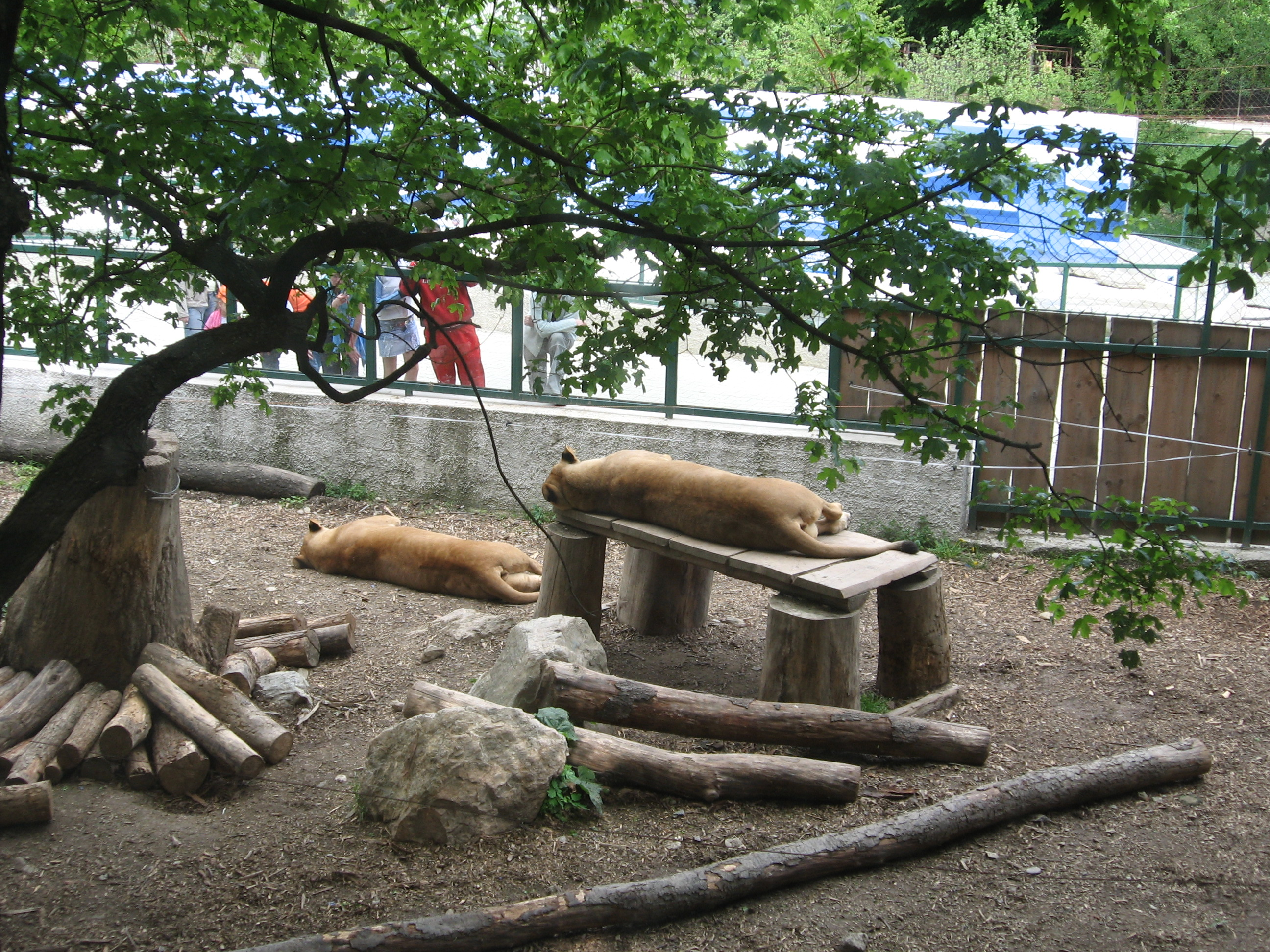
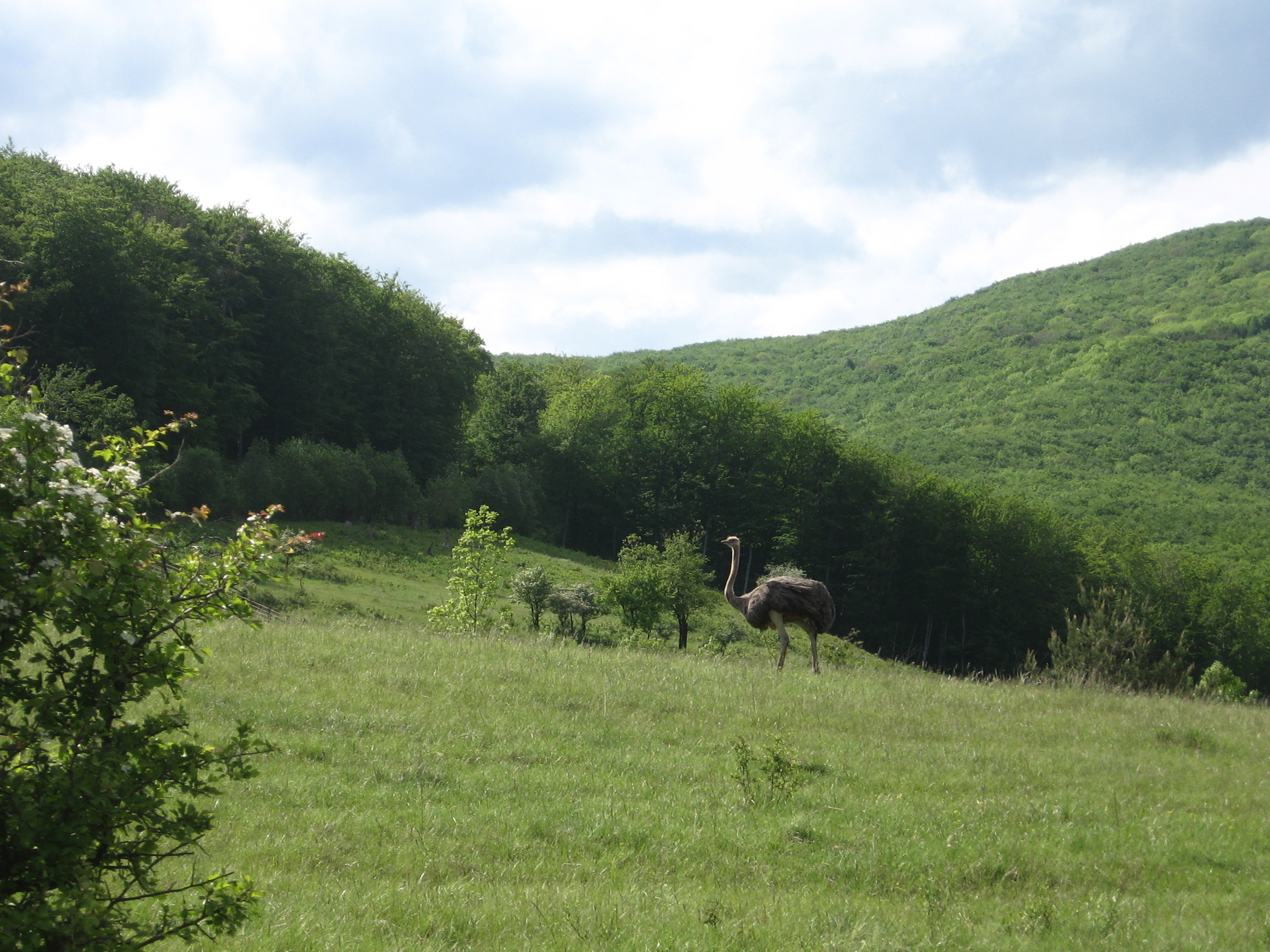
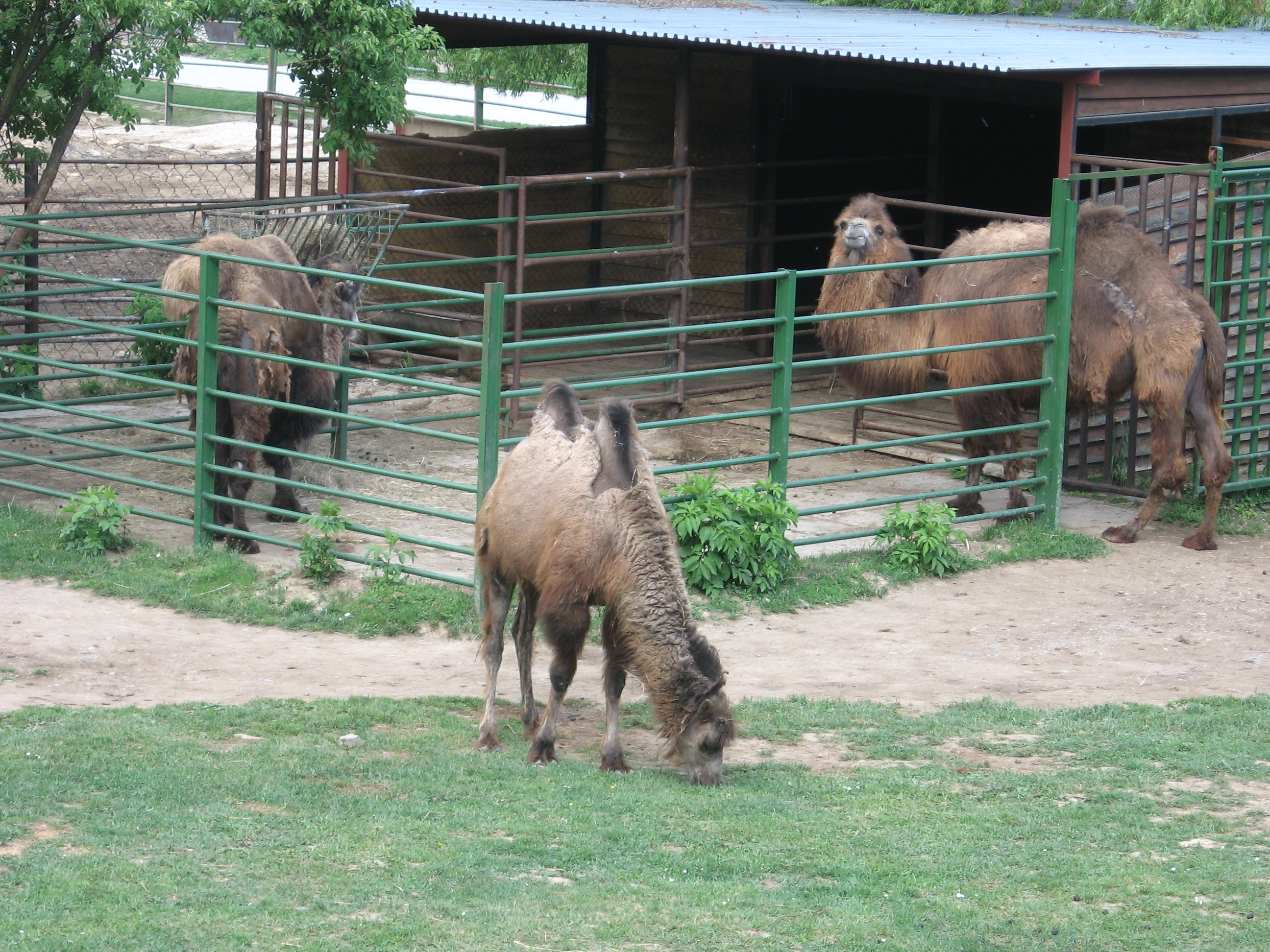
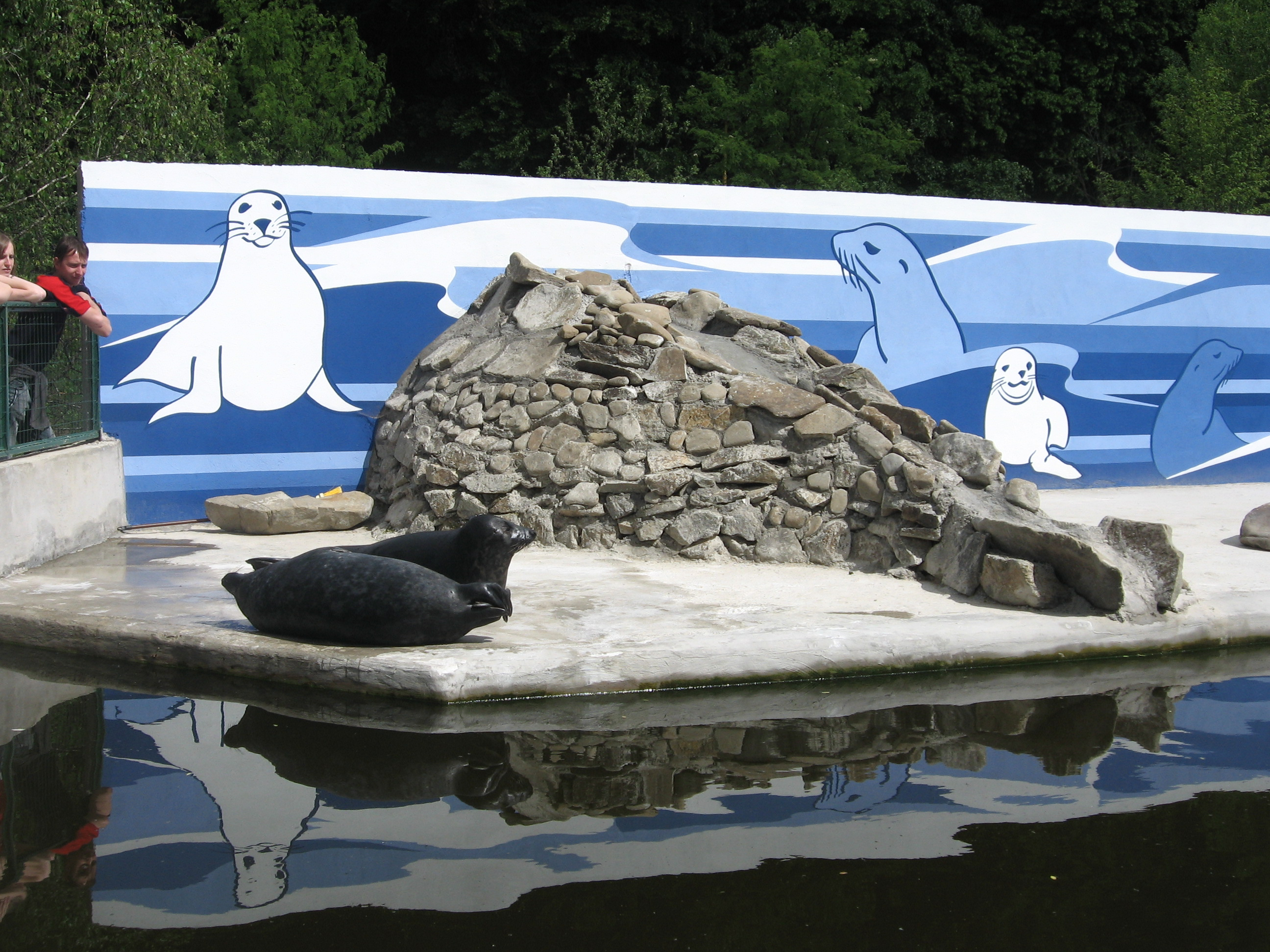
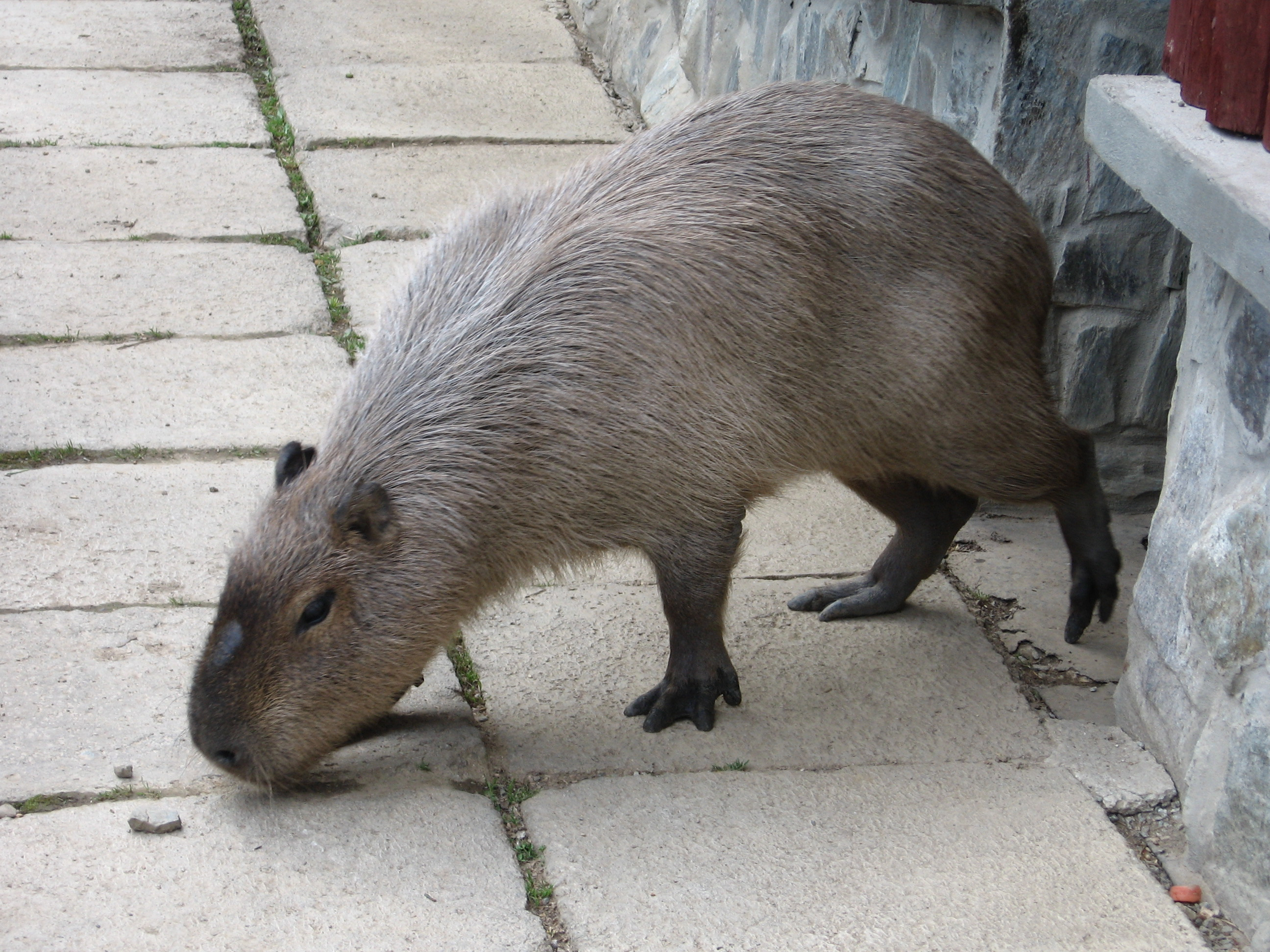
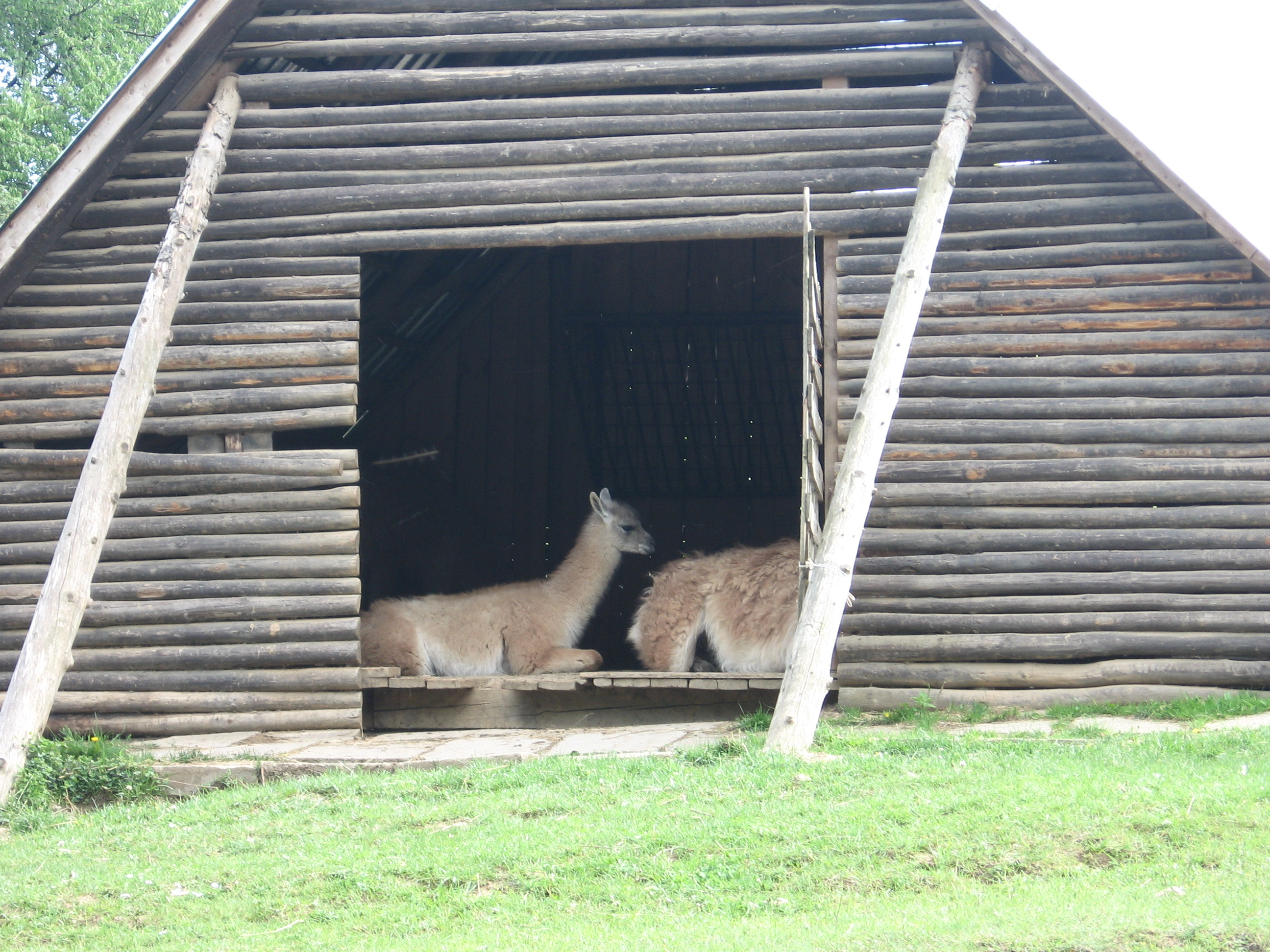
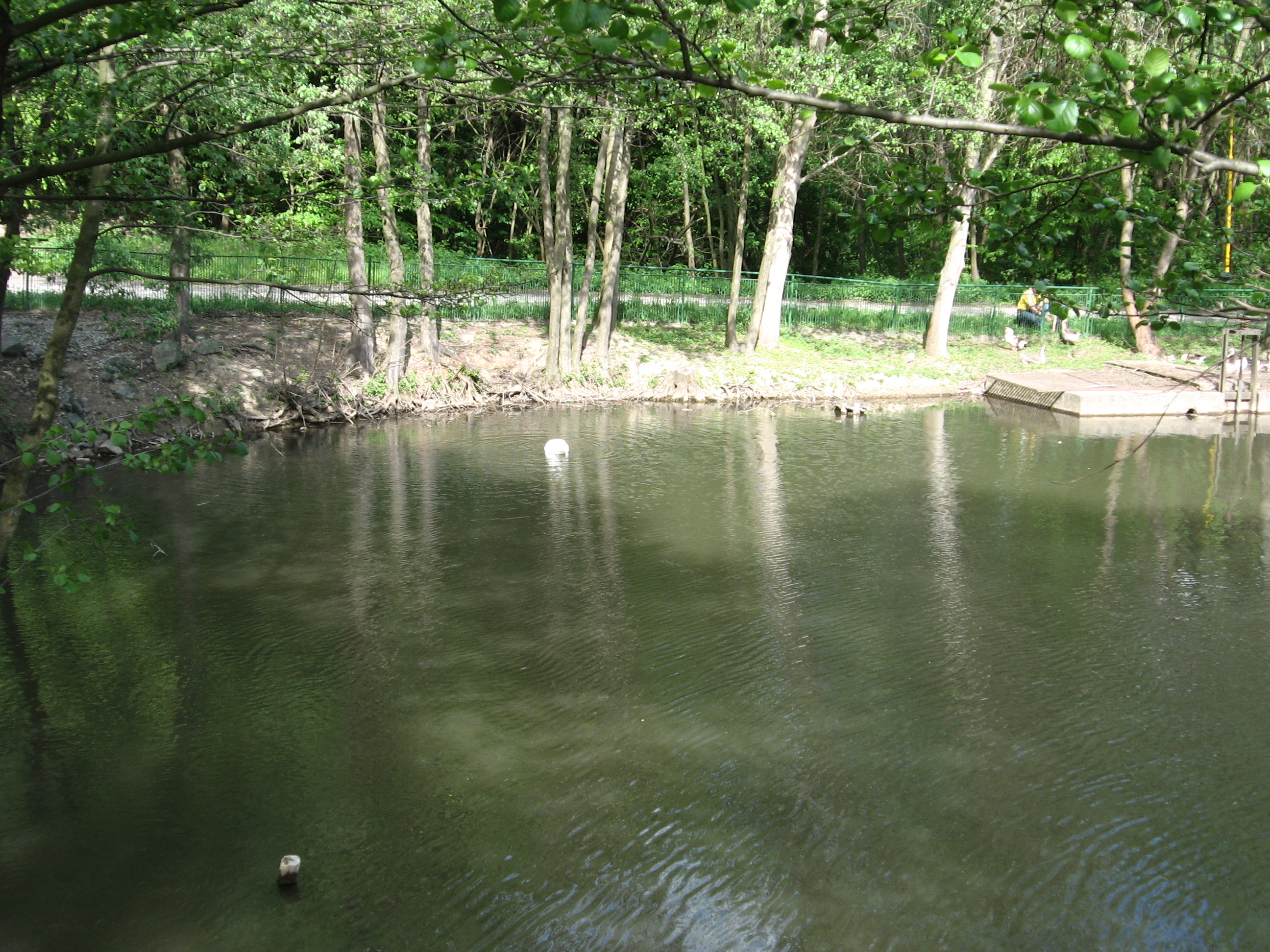